# Górka-Palais Posen

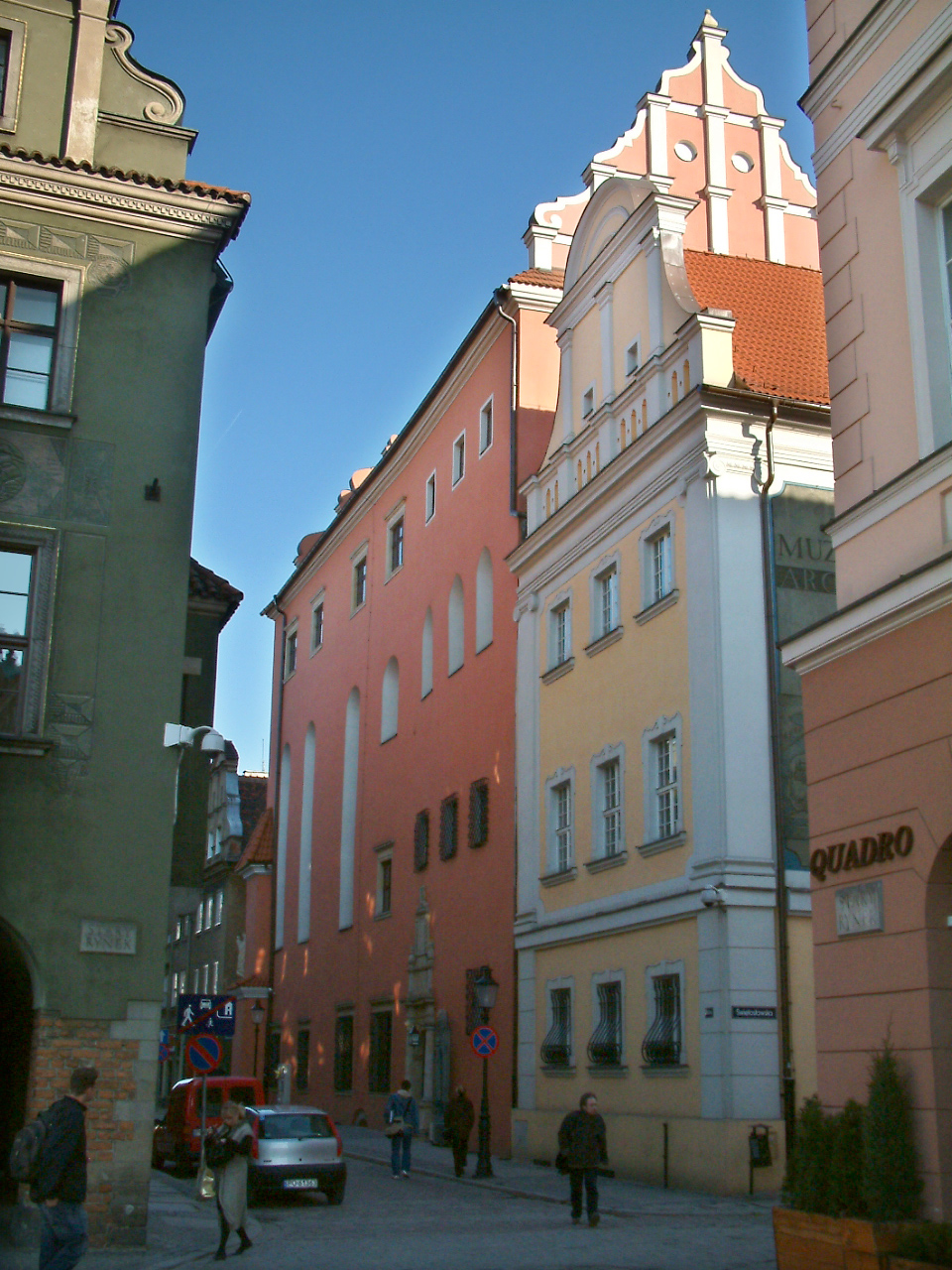
Ansicht vom Alten Markt

Das Górka-Palais (polnisch: Pałac Górków w Poznaniu) ist ein Stadtpalais des polnischen Adelsgeschlechts Górka in der Altstadt von Posen unweit des Altmarkts.
Łukasz Górka erwarb mehrere gotische Stadthäuser an der heutigen ul. Wodna ab 1509. In den 1530er Jahren begann er mit dem Plan für den Ausbau der Häuser zu einem Stadtpalais. Das Vorhaben realisierte jedoch erst sein Sohn Andrzej Górka in den Jahren von 1545 bis 1549. Es entstand ein Renaissance-Palais mit Garten. Da Andrzej Górka Lutheraner war, richtete er in dem Palais eine protestantische Kapelle für die Gottesdienste der örtlichen Luthergemeinde ein. Die Kapelle wurde ab 1560 auch von den Böhmischen Brüdern genutzt. Stanisław Górka war der letzte Eigentümer aus dem Haus Górka. Nach seinem Tod 1592 ging das Palais an Wojciech Czarnkowski, den Schwager von Stanisław Górka. Czarnkowski verkaufte das Palais 1596 an die Stadt Posen. Diese wiederum verkaufte das Palais 1605 an die Benediktiner aus Kulm, die es bis 1828 als Kloster nutzen. Danach nutzten das Gymnasium St. Maria Magdalena sowie andere Schulen das Gebäude. 1945 wurde das Palais stark beschädigt und von 1960 bis 1967 restauriert.  
Heute befindet sich in seinen Mauern das Archäologiemuseum Posen.